# Jean Le Hennuyer
Jean Le Hennuyer, né à Saint-Quentin ou à Laon en 1497 et mort à Lisieux le 12 mars 1578, est un prélat français, évêque de Lisieux.
Il fait ses études à Paris au collège de Navarre où il est reçu docteur en 1539. Il est répétiteur du dauphin, futur Henri II, précepteur d'Antoine de Bourbon, père de Henri IV, puis cardinal en 1543. Directeur de conscience de Diane de Poitiers, puis de Catherine de Médicis, il devient premier aumônier de Henri II, charge qu'il conserve sous François II, Charles IX et Henri III jusqu'en 1575.
Adversaire violent des calvinistes, il s'oppose très vivement au célèbre édit du 17 janvier 1562 qui leur est favorable. C'est cette opposition que l'on a confondu avec les évènements de 1572, pour attribuer à Hennuyer la miséricorde d'avoir sauvé les protestants de son diocèse du massacre de la Saint-Barthélemy. Les auteurs de Gallia christiana ont rejeté cette anecdote.

## Iconographie de l'anecdote contestée
- Tableau de Nicolas Gosse à Lisieux, musée d'art et d'histoire